# Otto Eskeles
Otto Joseph Eskeles (hebräisch אוטו יוסף אסקלס; geboren 27. August 1886 in Offenbach; gestorben 7. August 1960 in Haifa) war ein deutsch-israelischer Bankier.

## Leben

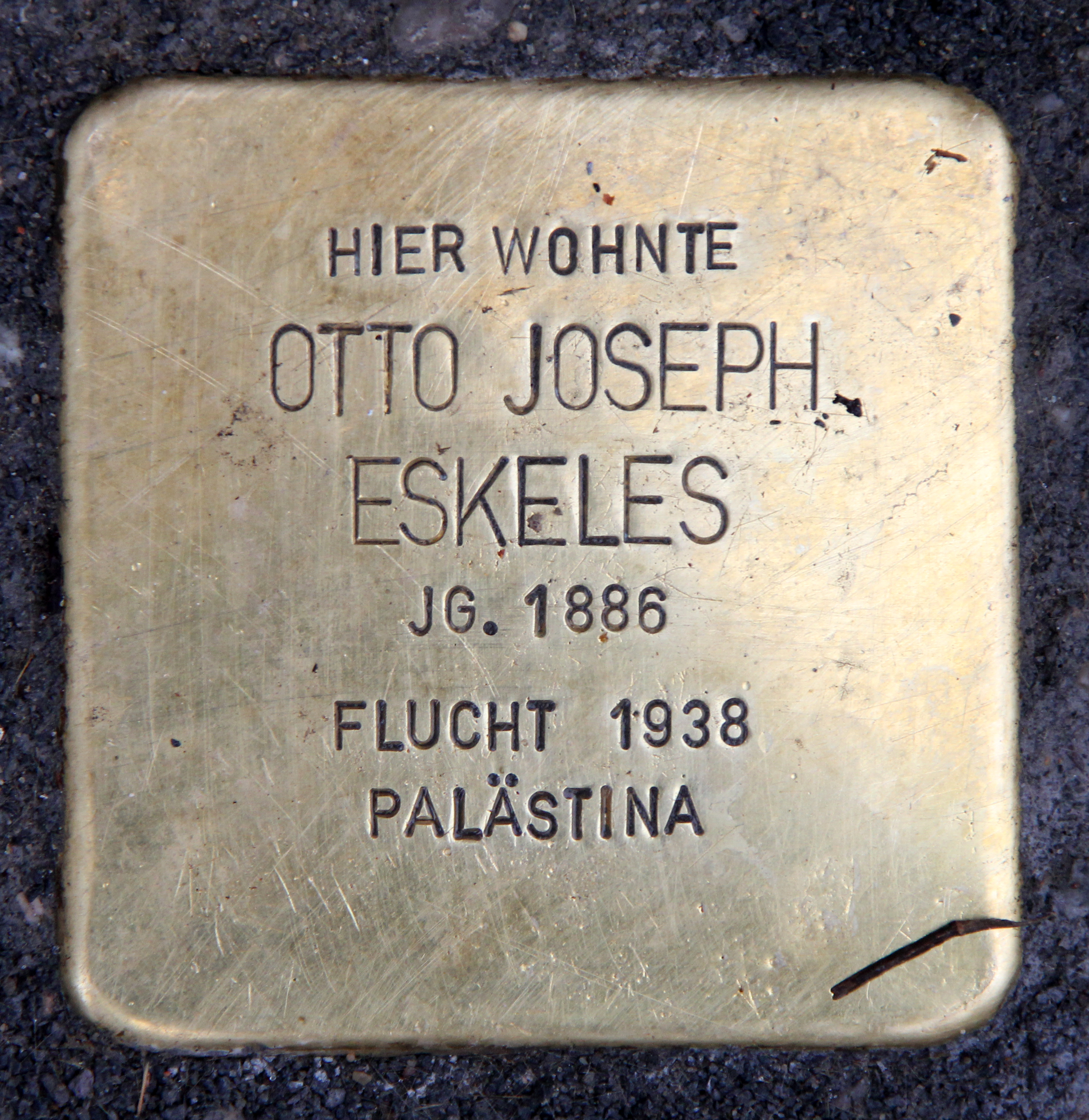
Stolperstein in der Berliner Meinekestraße

Otto Joseph Eskeles war ein Sohn des Hermann Eskeles und der Mathilde Frank, er hatte eine Schwester. Sein Vater starb bereits 1888, seine Mutter führte ein Wäschegeschäft in Frankfurt am Main. Eskeles machte ab 1904 eine Banklehre im Bankhaus Loewenherz in Berlin und studierte ab 1907 an der Berliner Universität. 1910 erhielt er Prokura im Bankhaus Kaufmann. Im Ersten Weltkrieg wurde Eskeles Soldat an der Ostfront, wurde mit dem  Eisernen Kreuz II. Klasse ausgezeichnet und schied als Verwundeter aus. 
Eskeles war ab 1914 Prokurist und ab 1922 Teilhaber im Bankhaus Gebrüder Heymann. Er wurde Mitglied des Vorstands der Börse Berlin. Er heiratete 1918 Olga Schönfeld, sie hatten 2 Söhne, sie starb 1928 bei der zweiten Geburt. 1932 heiratete Eskeles die promovierte Soziologin Paula Kronheimer, eine Angestellte der  Zentralwohlfahrtsstelle der Juden in Deutschland, deren ehrenamtlicher Schatzmeister Eskeles war. Sie hatten eine 1936 geborene Tochter.
Nach der Machtübergabe an die Nationalsozialisten 1933 wurden die Banken jüdischer Inhaber vielfältigen Repressalien im Arisierungsprozess ausgesetzt, und Eskeles wurde der Zugang zur Berliner Börse verboten.
1937 emigrierten Frau und Kinder nach Palästina, 1938 folgte Eskeles der Familie. In Tel Aviv gründete er die „General Trust Corporation“ und organisierte den Transfer von jüdischem Besitz aus Deutschland nach Israel. Er war im „Verband der Einwanderer aus Deutschland“ (Hitachduth Olej Germania, HOG) ehrenamtlich tätig.

## Schriften
- Der Leser schreibt, in: Jüdische Gemeinde zu Berlin: Gemeindeblatt der Jüdischen Gemeinde zu Berlin, 4. August 1934.

Paula Kronheimer
- Grenzglieder des Standes. Kölner Vierteljahrshefte für Soziologie, Heft VI/3. München: Duncker & Humblot, 1927. Vollst. Diss. u.d.T.: Grenzglieder der Gruppe, ein Beitrag zur Soziologie der sozialen Ehre. Köln, Wirtsch.- u. sozialwiss. Diss., 1926.